# Jules Delhaize (1872-1928)
Jules Delhaize (1829-1898), son oncle, pionnier de la grande distribution.
Pour les articles homonymes, voir Delhaize (homonymie).
Jules Delhaize (1872-1928) fut président du Conseil d'administration des épiceries Delhaize qui deviendront une des plus importantes chaînes de grandes surfaces belges. Il fut également un historien libéral et francophile. 
Il publia notamment un ouvrage sur la domination française en Belgique qui devint un des piliers de l'historiographie wallonne. Dans cet ouvrage, il réagit vivement à l'historiographie flamande qui condamnait toujours avec vigueur la Révolution française et le régime français :

« L'étranger ! L'ennemi ! La France qui outre les liens de race, avait tant de titres à la reconnaissance des Belges ! Examinons ces titres. Que laissait la France à la Belgique : La liberté, d'abord basée sur les devoirs et les droits des hommes. La liberté de la presse. La liberté de conscience. La suprématie de l'élément civil sur l'élément religieux. La liberté des cultes. L'admirable régularité dans les services publics. La protection de tous les enseignements. L'organisation militaire. Et tant de choses encore, comme l'organisation départementale et municipale, les tribunaux de commerce, la protection du commerce et de l'industrie. »

La France des Droits de l'homme, exportatrice des droits fondamentaux de l'être humain deviendra dès lors un argument wallon dans le conflit communautaire qui commença à prendre de l'ampleur au début du XXe siècle.
Une rue porte le nom de son oncle également prénommé Jules Delhaize. Elle est située à Molenbeek-Saint-Jean à proximité de la rue Osseghem où est établi le siège social du Groupe Delhaize.

## Publications
- Jules Delhaize, La domination française en Belgique à la fin du XVIIIe et au commencement du XIXe siècle, Bruxelles : J. Lebègue et Cie, 1908 à 1912, 6 volumes.